# Abrus baladensis
Abrus baladensis är en ärtväxtart som beskrevs av Mats Thulin. Abrus baladensis ingår i Paternosterbönssläktet, och familjen ärtväxter. Inga underarter finns listade i Catalogue of Life.